# VcXsrv
VcXsrv est une implémentation libre, pour Windows, du système de fenêtrage X des systèmes Unix.
Il est basé sur les sources git de X.org (comme Xming ou Xwin de Cygwin), mais compilé avec Visual C++ 2012 Express Edition.

VcXsrv est indépendant de la bibliothèque Cygwin et, contrairement à Xming, sous GPLv3.